# Josefa de Souza
Josefa Fabíola Almeida de Souza, detta semplicemente Fabíola (Brasilia, 3 febbraio 1983), è una pallavolista brasiliana.
Gioca nel ruolo di palleggiatrice nel Volero Zürich.

## Carriera
La carriera di Fabíola inizia nel 1995 nel settore giovanile della Força Olímpica, giocando nel ruolo di schiacciatrice. Durante questo periodo fa parte delle varie nazionali giovanili brasiliane, vincendo diverse medaglie: nel 1998 vince la medaglia d'oro al campionato sudamericano Under-18, nel 1999 è finalista al campionato mondiale under 18 e nel 2000 vince la medaglia d'oro al campionato sudamericano under 20. Nella stagione 2000-01 inizia la carriera da professionista, ingaggiata dal Paraná Vôlei Clube. Nel corso della stagione, con l'aiuto dell'allenatore Bernardo de Rezende cambia ruolo, diventando palleggiatrice. Nell'estate del 2001 vince la medaglia d'oro al campionato mondiale Under-20.
Nella stagione 2001-02 viene ingaggiata dal Minas Těnis Clube, con cui vince subito la sua prima volta la Superliga e disputa altre due finali, perso contro l'Osasco Voleibol Clube. Nel 2003 debutta in nazionale maggiore al Montreux Volley Masters, chiuso al terzo posto, e disputa il World Grand Prix. Nella stagione 2004-05 viene ingaggiata dal São Caetano, ma la stagione successiva si ferma per maternità.
Torna a giocare nel 2006 nel Brasil per una stagione, mentre nelle due successive gioca per il Brusque. Nel 2007 viene convocata per la Coppa del Mondo, dove vince la medaglia d'argento. Nella stagione 2009-10 viene ingaggiata dall'Esporte Clube Pinheiros, con cui vince due edizioni consecutive del Campionato Paulista e si classifica due volte al quarto posto in campionato. Dopo il ritiro di Fofão rientra nel giro della nazionale; impiegata inizialmente come terza palleggiatrice, nel 2009 vince la Final Four Cup; nel 2010 al World Grand Prix viene convocata inizialmente come riserva, diventando nel corso della manifestazione, in cui vince la medaglia d'argento, titolare: lo stesso risultato sarà ottenuto nell'edizione 2011. Poco dopo disputa da titolare anche il campionato mondiale, dove vince nuovamente la medaglia d'argento. Nell'estate del 2011 vince la medaglia d'oro alla Coppa panamericana.
Nella stagione 2011-12 viene ingaggiata dall'Osasco Voleibol Clube, con cui vince il campionato; nel 2012 con la nazionale vince la medaglia d'argento al World Grand Prix. Nella stagione 2012-13 vince il Campionato Paulista, il campionato sudamericano per club e la Coppa del Mondo per club: con la nazionale sale sul gradino più alto del podio alla Grand Champions Cup 2013. Nella stagione 2013-14 vince il Campionato Paulista e la coppa nazionale, mentre con la nazionale vince la medaglia d'oro al World Gran Prix 2014 e quella di bronzo al campionato mondiale 2014.
Nella stagione 2014-15 viene ingaggiata per la prima volta all'estero, dal club russo della Ženskij volejbol'nyj klub Dinamo Krasnodar, con cui si aggiudica la Coppa di Russia, venendo anche eletta miglior giocatrice e palleggiatrice del torneo, e la Coppa CEV. Nella stagione seguente si trasferisce in Svizzera, difendendo i colori del Volero Zürich, in Lega Nazionale A.

## Palmarès

### Club
- Campionato brasiliano: 2

2001-02, 2011-12
- Coppa del Brasile: 1

2014
- Coppa di Russia: 1

2014
- Campionato Paulista: 4

2009, 2010, 2012, 2013
- Campionato sudamericano per club: 1

2012
- Campionato mondiale per club: 1

2012
- Coppa CEV: 1

2014-15

### Nazionale (competizioni minori)
- campionato sudamericano under 18 1998
- Campionato mondiale under 18 1999
- campionato sudamericano under 20 2000
- Campionato mondiale under 20 2001
- Montreux Volley Masters 2003
- Final Four Cup 2009
- Coppa panamericana 2011
- Montreux Volley Masters 2013

### Premi individuali
- 2012 - Superliga: MVP della finale
- 2012 - Superliga: Miglior palleggiatrice
- 2012 - Campionato sudamericano per club: Miglior palleggiatrice
- 2013 - Superliga Série A: Miglior palleggiatrice
- 2014 - Coppa del Mondo per club: Miglior palleggiatrice
- 2014 - Coppa di Russia: MVP
- 2014 - Coppa di Russia: Miglior palleggiatrice
- 2015 - Coppa del Mondo per club: Miglior palleggiatrice